# 대한민국 민법 제1037조
대한민국 민법 제1037조는 상속재산의 경매에 관한 대한민국의 민법 조문이다.

## 조문
제1037조(상속재산의 경매) 전3조의 규정에 의한 변제를 하기 위하여 상속재산의 전부나 일부를 매각할 필요가 있는 때에는 민사집행법에 의하여 경매하여야 한다

## 같이 보기
대한민국 민법